# Yemeni Women's Association
Yemeni Women's Association (YWA) var en förening för kvinnors rättigheter i Jemen, grundad 1965. 
Nordjemen utvecklade en kvinnorörelse långsammare än Sydjemen. World Health Organisation organisation grundade 1955 ett sjuksköterskeinstitut i Sana bemannad av libanesiska och egyptiska kvinnor, som hade stora svårigheter att rekrytera studenter då få familjer ville tillåta kvinnor att lämna haremen. När dessa studenter arrangerade en kvinnoförening på institutet, som 1960 höll en demonstration till förmån för kvinnors rätt till bildning och arbete och begärde att en skola för flickor skulle grundas, stängdes institutet av imamen 1961. 
En egyptisk mission öppnade en kvinnoförening för att motverka analfabetismen bland kvinnor i Taiz 1964. Föreningen organiserades formellt 1965 då den fick ett namn och Fatima Owlaqi valdes till dess ordförande. Den flyttade till Sana under Sana Hooria och Moayad Fathiya al-Jirafi 1967. Kvinnoföreningen mötte hårt motstånd och 1973 stormades dess lokaler av religiösa fanatiker och plundrade och brände byggnaden och förstörde dess böcker. Föreningen kunde öppna igen först 1977 under Raufa Hassan. 
Kvinnorörelsens framgång i Nordjemen var mycket begränsad. Nordjemen var betydligt mer konservativt än Sydjemen och kvinnors rättigheter var negligerade efter kungadömets fall 1962: regeringen vidtog inga fler reformer för kvinnor annat än en kampanj för att motverka analfabetism 1978 och införandet av rösträtt 1980. 
När Jemen enades 1990 gick Nordjemens Yemeni Women's Association från 1965 och Sydjemens General Union of Yemeni Women (GUYW) från 1968 samman till att bli Yemeni Women's Union. Föreningen med det mer konservativa Nordjemen och den nya konservativa familjelagen från 1992 försämrade dramatiskt de framgångar GUYW hade uppnått i Sydjemen. 